# Testosterone propionate/testosterone phenylpropionate/testosterone isocaproate/testosterone caproate
Testosterone propionate/testosterone phenylpropionat/testosterone isocaproate/testosterone caproate (TP/TPP/TiC/TCA), được bán dưới tên thương hiệu Omnadren hoặc Omnadren 250, là một tiêm kết hợp thuốc bốn este testosterone, tất cả trong số đó là androgen / anabolic steroid, mà không còn được bán trên thị trường. Thành phần của nó bao gồm:
- Testosterone propionate (30 mg)
- Testosterone phenylpropionate (60 mg)
- Testosterone isocaproate (60 mg)
- Testosterone caproate (100 mg)

Bản mẫu:Parenteral durations of androgens/anabolic steroids